# Los Realejos (capital municipal)
Los Realejos es una de las entidades de población que conforman el municipio homónimo, en la isla de Tenerife —Canarias, España—, siendo la capital administrativa del mismo.

## Características
Está situada al pie de la Ladera de Tigaiga, en el valle de La Orotava, a una altitud media de 400 m s. n. m.
Está formado por los núcleos de: La Carrera, Realejo Alto, Realejo Bajo, San Agustín, San Benito, San Vicente y Tigaiga.

### Bienes de interés cultural
Tanto el casco urbano de Realejo Alto como el de Realejo Bajo están catalogados como Bien de Interés Cultural en la categoría de Conjuntos Históricos.

## Demografía
| Año        | 2000   | 2001   | 2002   | 2003   | 2004   | 2005   | 2006   | 2007   | 2008   | 2009   | 2010   | 2011   | 2012   | 2013   |
| ---------- | ------ | ------ | ------ | ------ | ------ | ------ | ------ | ------ | ------ | ------ | ------ | ------ | ------ | ------ |
| Habitantes | 15.305 | 15.818 | 15.937 | 16.249 | 16.384 | 16.658 | 16.933 | 17.256 | 17.337 | 17.436 | 17.424 | 17.555 | 17.548 | 17.628 |

| Núcleo       | Habitantes |
| ------------ | ---------- |
| La Carrera   | 2.413      |
| Realejo Alto | 6.575      |
| Realejo Bajo | 927        |
| San Agustín  | 4.397      |
| San Benito   | 803        |
| San Vicente  | 884        |
| Tigaiga      | 1.362      |
| Diseminado   | 267        |

## Comunicaciones
Se accede al barrio por la Autopista del Norte TF-5.

### Transporte público
Cuenta con varias parada de taxis.
En autobús —guagua— queda conectado mediante las siguientes líneas de TITSA:
| Línea | Trayecto                                                                | Recorrido                                                          |
| ----- | ----------------------------------------------------------------------- | ------------------------------------------------------------------ |
| 107   | Santa Cruz - Buenavista (por Aeropuerto Norte)                          | Horario/Línea                                                      |
| 108   | Santa Cruz - Icod de los Vinos (por Aeropuerto Norte)                   | Horario/Línea                                                      |
| 325   | Puerto de la Cruz - Acantilados de Los Gigantes (por Icod de los Vinos) | Horario/Línea                                                      |
| 330   | Los Realejos - San Vicente - Las Llanadas (circunvalación)              | Horario/Línea                                                      |
| 339   | Puerto de la Cruz - Realejo Alto (circunvalación)                       | Horario/Línea                                                      |
| 347   | La Orotava - Realejo Alto (por Benijos y Palo Blanco)                   | Horario/Línea                                                      |
| 353   | Circunvalación Valle de La Orotava - Realejo Bajo y Las Dehesas         | Horario/Línea                                                      |
| 363   | Puerto de la Cruz (Estación) - Buenavista del Norte (Estación)          | Horario/Línea                                                      |
| 354   | Puerto de la Cruz - Icod de los Vinos (por La Guancha)                  | Horario/Línea                                                      |
| 390   | Puerto de la Cruz - Realejo Alto (por La Montaña)                       | Horario/Línea                                                      |
| 391   | Puerto de la Cruz - Realejo Alto (por San Agustín)                      | Horario/Línea Archivado el 22 de julio de 2016 en Wayback Machine. |

## Lugares de interés
- Ayuntamiento de la Villa de Los Realejos
- Iglesia matriz del Apóstol Santiago, siglos xv-xvii (Bien de Interés Cultural)
- Iglesia matriz de Ntra. Sra. de la Concepción, siglos xvi-xvii (BIC)
- Santuario de Nuestra Señora del Carmen, siglo xx (BIC)
- Ermita de Ntra. Sra. del Socorro, siglo xvii
- Ermita de Ntra. Sra. de la Concecpión, siglo xvii
- Ermita de San Benito, siglo xvii
- Ermita de San Pedro, siglo xvii
- Ermita de San Sebastián, siglo xviii
- Ermita de San Vicente, siglo xvii
- Conjunto Histórico Realejo Alto (BIC)
- Conjunto Histórico Realejo Bajo (BIC)
- Biblioteca Municipal Viera y Clavijo
- Casa natal de José de Viera y Clavijo (BIC)
- Cine Viera
- Fortín de San Fernando, siglo xviii
- Hacienda de Castro, siglo xvi
- Hacienda de La Coronela, siglo xvii
- Hacienda de Las Cuatro Ventana, siglo xviii
- Hacienda de Los Príncipes, siglo xv (BIC)
- Hacienda del Cuchillo, siglo xvi
- Hacienda del Vizconde de Buen Paso, siglo xvii
- Haciendas de las Chozas, la Rambla, El Socorro, la Torre y Ruiz
- Hotel Rural Bentor*
- Playas de El Socorro, Castro, La Grimona y La Fajana
- Piscinas naturales del Guindaste
- Miradores de San Pedro, La Grimona y de la plaza de La Unión